# Söder (Holle)
Söder est un quartier de la commune allemande de Holle, dans l'arrondissement de Hildesheim, Land de Basse-Saxe.

## Histoire
En 1280, Söder appartient aux seigneurs de Bortfeld. Kurt von Bortfeld meurt en 1685 pendant la grande guerre turque. Un an plus tard, le dernier membre de la famille de Bortfeld meurt. Le prince-évêque de Hildesheim, Jobst Edmund von Brabeck, confie en 1690 à sa famille westphalienne le domaine de Söder. En 1696, il invite les cisterciens à s'installer au château de Derneburg, un village voisin.
En 1735, la famille Brabeck peut affecter un temps un prêtre à la paroisse de Söder. Le neveu de l'évêque, également appelé Jobst Edmund, construit le château de Söder avec une chapelle privée entre 1741 et 1742.
Pendant le règne de Friedrich Moritz von Brabeck, Söder héberge à partir de 1788 une précieuse collection de peintures, qui attire de nombreux visiteurs à Söder. Grâce à la promotion de la famille Brabeck, le château de Söder est un centre spirituel et culturel de l'évêché de Hildesheim jusqu'à la fin du XVIIIe siècle.
Frédéric-Léopold de Stolberg-Stolberg séjourne à Söder en 1819 et y écrit le Söderlied. La chapelle Sainte-Marie est construite en 1862.
Le 1er mars 1974, Söder intègre la commune de Holle.